# Narmer
Narmer lub Menes (stgr. Μήνης u Diodora, Μιν u Herodota, Minajas u Józefa Flawiusza) – uważany za twórcę i założyciela państwa „Obydwu Krajów”, czyli Górnego i Dolnego Egiptu oraz I dynastii.

## Imię
Jedno z jego imion, Meni, oznacza tego, który trwa. Istnieje jednak spór dotyczący tego imienia, ponieważ nie pojawia się ono na zabytkach z czasów przełomu dynastii „0” oraz I, przez co badacze spierają się o to, do którego z władców należało. Czasem przypisuje się to imię jego następcy, królowi Aha.
W dokumentach z wczesnego okresu dynastycznego występują dwa imiona: Narmer oraz Hor-Aha. W związku z tym pojawiły się spekulacje. Część badaczy twierdzi, że była to jedna i ta sama osoba. Inni zaś w osobie noszącej drugie z imion upatrują syna i następcę faraona.

## Lata panowania
- 3150–3125 p.n.e. (Grimal)
- 3032–3000 p.n.e. (Kwiatkowski)

Prawdopodobnie pochodził z niezlokalizowanej dotychczas miejscowości Tinis w Górnym Egipcie. Miał się zasłużyć nie tylko zjednoczeniem kraju, ale również stworzeniem sieci kanałów irygacyjnych i być może założeniem miasta Memfis (nazwa późniejsza), w którym wzniósł świątynię lokalnego bóstwa, Ptaha. Pochowany w Umm al-Kaab w Abydos.
Według egipskiego kapłana żyjącego w III wieku p.n.e., Manethona, władca miał zginąć w wyniku ataku hipopotama. Istnieje jednak możliwość, że legenda ta ma związek nie z samą śmiercią, a jest nawiązaniem do hipopotama jako idei zmartwychwstania.

## Rządy
Menes po objęciu władzy przyjął tronowe imię: Horus Narmer. Narmer oznaczało Cierpiący (zdaniem niektórych Atakujący albo Zły) Sum. Złożył on w świątyni Horusa w Nechen paletę oraz maczugę ozdobione przedstawieniami upamiętniającymi prowadzoną przez niego wojnę. Stąd możemy się dowiedzieć, że toczył on walki przeciwko Delcie Nilu. Pokonał Północ i przyłączył Deltę do swojego kraju. Zdobienia na palecie wyobrażają go jako władcę zabijającego wroga w liczbie 6000 mieszkańców Delty. Po drugiej stronie palety widać Horusa Narmera idącego ku polu masakry ze sztandarami, gdzie w dwóch rzędach leży 10 martwych ludzi z odciętymi głowami. Na maczudze upamiętniono władcę pośród łupów: 120 000 jeńców, 400 000 byków, 1 422 000 kóz (liczby prawdopodobnie zawyżone). 
Prawdopodobnie Horus Narmer za siedzibę obrał sobie miasto Tinis, z którego pochodził. Możliwe jest, że założył miasto Memfis, jednak najstarsze odkrycia archeologiczne z tamtego rejonu pochodzą z czasów jego następcy, Aha.
Niektórzy badacze uważają, że zjednoczenie Egiptu dokonało się przed panowaniem Narmera.

## Tytulatura
Nomen Menesa na Liście Królów z Abydos oraz na Papirusie Turyńskim brzmi Meni („Trwający”): 
|          |   |
| \| \| \| |   |
|          |   |
| mn · n   | i |

| mn · n | i |

|          |   |
| \| \| \| |   |
|          |   |
| mn · n   | i |

| mn · n | i |

Jego imię horusowe zaś to Narmer, „Atakujący Sum”: